# Stanisław Rzepa
Stanisław Rzepa (ur. 1906 w Żernikach, zm. 1993 w Warszawie) – polski grafik i malarz.

## Życiorys
Uczył się w latach 1925-30 w Szkole Sztuk Zdobniczych i Przemysłu Artystycznego w Krakowie, po wojnie studiował w krakowskiej Akademii Sztuk Pięknych (1945-47). Od 1960 roku mieszkał w Warszawie. Pracował jako kierownik graficzny wydawnictwa PAX. Był członkiem grupy "Kardasz". Wynalazł technikę elektrolicznego trawienia płyt graficznych, którą nazwał elektrotintą.